# Noel Fisher
Noel Roeim Fisher (Vancouver, 13 de marzo de 1984) es un actor canadiense, conocido por interpretar a Mickey Milkovich en la serie de Showtime Shameless, así como por interpretar a Cael Malloy en la serie de FX The Riches. Interpretó a Ellison "Cotton Top" Mounts en la miniserie ganadora del Premio Emmy Hatfields & McCoys así como a Vladimir, un vampiro de 1500 en The Twilight Saga: Breaking Dawn – Part 2, y a Michelangelo en las Tortugas Ninja. También ha tenido un número considerable de papeles en series como Criminal Minds: Suspect Behavior, Lie To Me,  Bones y Law & Order: Special Victims Unit.

## Primeros años
Fisher nació en Vancouver, Canadá. Su carrera en la actuación comenzó a la edad de catorce años en la película para televisión The Sheldon Kennedy Story. Al mismo tiempo que desarrollaba su carrera como actor infantil en Vancouver, se animó "a tomar varias clases diferentes" y a "enamorarse" del piano, que estudió durante ocho años.

## Carrera
Fisher ha recibido muchos elogios por interpretar a un personaje abiertamente homosexual en Shameless. Aunque el actor es heterosexual su sexualidad a menudo es cuestionada en las entrevistas. Fisher ha respondido a la controversia diciendo que, "Yo no miro a Mickey como un personaje gay. Lo veo como una persona, que resulta ser gay. Creo que es extraño como nosotros, como sociedad, intentamos meter a la comunidad LGBTQ en una caja, cuando de hecho, son solo personas. Tienen las mismas complejidades como tú y como yo. Así es como veo a Mickey, como una persona compleja."
En 2020 interpretó el papel de Junior Capone en la cinta Capone junto a Tom Hardy.

## Filmografía

### Cine
| Año  | Título                                           | Papel                        | Notas                       |
| ---- | ------------------------------------------------ | ---------------------------- | --------------------------- |
| 2001 | Valentine                                        | Miembro de la banda Tulga #1 |                             |
| 2001 | Freddy Got Fingered                              | Gerente de Pimply            |                             |
| 2001 | Max Keeble's Big Move                            | Troy McGinty                 |                             |
| 2003 | Destino final 2                                  | Brian Gibbons                |                             |
| 2003 | Agent Cody Banks                                 | Fenster                      |                             |
| 2006 | Pope Dreams                                      | Pete                         |                             |
| 2007 | After Sex                                        | Jay                          |                             |
| 2008 | Red                                              | Danny McCormack              |                             |
| 2009 | A Dog Named Christmas                            | Todd McCray                  |                             |
| 2011 | Battle Los Angeles                               | Pfc. Shaun Lenihan           |                             |
| 2012 | The Twilight Saga: Breaking Dawn – Part 2        | Vladimir                     |                             |
| 2014 | Tortugas Ninja                                   | Michelangelo                 | Captura de movimiento y voz |
| 2015 | Batman Unlimited: Monster Mayhem                 | Gogo Shoto                   | Voz                         |
| 2016 | Teenage Mutant Ninja Turtles: Out of the Shadows | Michelangelo                 | Captura de movimiento y voz |
| 2020 | Capone                                           | Junior                       |                             |

### Televisión
| Año       | Título                            | Papel                       | Notas                                   |
| --------- | --------------------------------- | --------------------------- | --------------------------------------- |
| 2000-01   | You, Me and the Kids              | Aaron                       | 10 Episodios                            |
| 2000-03   | X-Men: Evolution                  | Sapo / Todd Tolansky        | 26 Episodios (Voces)                    |
| 2001      | Andrómeda                         | Breyon                      | Episodio "Music of a Distant Drum"      |
| 2001      | The Outer Limits                  | Brae                        | Episodio "Lion's Den"                   |
| 2001-02   | Sk8                               | Alex                        | 13 Episodios                            |
| 2002      | Glory Days                        | Robbie McNiel               | Episodio "The Devil Made Me Do It"      |
| 2002      | I Was a Teenage Faust             | Tom                         | (Película para TV)                      |
| 2002      | Killer Bees!                      | Dylan Harris                | (Película para TV)                      |
| 2002-03   | Hamtaro                           | Stan                        | 104 Episodios (Voz)                     |
| 2004      | Dos hombres y medio               | Freddie                     | Episodio "Camel Filters and Pheromones" |
| 2004      | Cold Case                         | Jerry Kasher                | T1 E22 "The Plan"                       |
| 2004      | Huff                              | Sam Johnson                 | 3 Episodios                             |
| 2005-06   | Godiva's                          | TJ                          | 19 Episodios                            |
| 2006      | Medium                            | Brian / Jessie Andrews      | T2 E15 "Sweet Child O' Mine"            |
| 2007-08   | The Riches                        | Cael Malloy                 | 20 Episodios                            |
| 2008      | Life                              | John Armstrong              | T2 E1 "Find Your Happy Place"           |
| 2008      | Law & Order: Criminal Intent      | Milo                        | T7 E16 "Reunion"                        |
| 2008      | El mentalista                     | Travis Tennant              | T1 E7 "Seeing Red"                      |
| 2009      | A Dog Named Christmas             | Todd McCray                 | Película para TV                        |
| 2009      | Bones                             | Teddy Parker                | T4 E14 ("The Hero in the Hold")         |
| 2009      | Law & Order: Special Victims Unit | CSU Tech Dale Stuckey       | 4 Episodios                             |
| 2010      | The Pacific                       | Pvt. Hamm                   | Episodio 9 "Okinawa" (TV Miniseries)    |
| 2010      | Terriers                          | Adam Fisher / Amnesiac      | T1 E7 "Missing Persons"                 |
| 2010      | Lie To Me                         | Brian                       | T3 E5 "The Canary's Song"               |
| 2011      | Criminal Minds: Suspect Behavior  | Jason Wheeler               | T1 E4                                   |
| 2011–2021 | Shameless                         | Mickey Milkovich            | 59 episodios                            |
| 2012      | Hatfields & McCoys                | Ellison 'Cotton Top' Mounts | 3 Episodios (Miniserie de TV)           |
| 2012      | The Booth at the End              | Dillon                      | 5 Episodios                             |
| 2017      | Fear the Walking Dead             | Willy                       | T3 E1                                   |
| 2017      | The Long Road Home                | Thomas Young                | 7 Episodios                             |
| 2018      | Castle Rock                       | Denis                       | 6 Episodios                             |
| 2019      | The Red Line                      | Oficial Paul Evans          | 8 Episodios                             |
| 2020      | The Conners                       | Ed Conner Jr.               | 2 episodios                             |